# Mother Earth's Plantasia
Mother Earth's Plantasia é um álbum de música eletrônica de Mort Garson, lançado em 1976. A música foi composta especificamente para as plantas ouvirem. O álbum teve uma distribuição muito limitada no lançamento, estando disponível apenas para pessoas que compraram uma planta doméstica em uma loja chamada "Mother Earth" em Los Angeles ou para as pessoas que compraram um colchão Simmons em uma loja da Sears, os quais vieram com uma cópia do álbum. Como resultado, o álbum não alcançou popularidade generalizada na época de seu lançamento. No entanto, tornou-se um álbum cult levando em consideração sua influência sobre os primeiros trabalhos de música eletrônica. Garson usou um sintetizador Moog para compor o álbum. 
Em março de 2019, a Sacred Bones Records anunciou que eles estavam reeditando oficialmente o álbum.

## Lista de músicas
| Lado A |                                      |         |  |
| N.º    | Título                               | Duração |  |
| 1.     | "Plantasia"                          | 3:21    |  |
| 2.     | "Symphony for a Spider Plant"        | 2:41    |  |
| 3.     | "Baby's Tears Blues"                 | 3:03    |  |
| 4.     | "Ode to an African Violet"           | 4:03    |  |
| 5.     | "Concerto for Philodendron & Photos" | 3:09    |  |

| Lado B         |                                          |         |  |
| N.º            | Título                                   | Duração |  |
| 6.             | "Rhapsody in Green"                      | 3:28    |  |
| 7.             | "Swingin' Spathiphyllums"                | 2:59    |  |
| 8.             | "You Don't Have to Walk a Begonia"       | 2:31    |  |
| 9.             | "A Mellow Mood for Maidenhair"           | 2:17    |  |
| 10.            | "Music to Soothe the Savage Snake Plant" | 3:23    |  |
| Duração total: | Duração total:                           | 30:55   |  |

| Críticas profissionais | Críticas profissionais |
| Pontuações agregadas   | Pontuações agregadas   |
| Fonte                  | Avaliação              |
| ---------------------- | ---------------------- |
| Metacritic             | 78/100                 |
| Avaliações da crítica  |                        |
| Fonte                  | Avaliação              |
| AllMusic               | [ 4 ]                  |
| Pitchfork              | 7.2/10                 |
| The Quietus            | [ 6 ]                  |

## Equipe técnica
- Mort Garson  –  produção, mixagem eletrônica
- Eugene L. Hamblin III  –  engenharia eletrônica
- Sam Nicholson  –  direção da arte
- Marvin Rubin  –  ilustrações

| Paradas (2019)                             | Posição |
| ------------------------------------------ | ------- |
| US Independent Albums (Billboard)          | 6       |
| US Top Dance/Electronic Albums (Billboard) | 8       |